# Satan (bier)
Satan is een Belgisch bier van hoge gisting, niet gepasteuriseerd met hergisting op de fles. Het bier wordt gebrouwen in Brouwerij De Block te Peizegem. Satan Gold werd op de markt gebracht in 1986 toen in die periode de zware blonde bieren populair werden. In 1992 kwam er de Satan Red bij.

## Varianten
- Satan Gold, blond bier met een alcoholpercentage van 8%. Fruitig aroma, licht zoet en moutig met een bittere afdronk.
- Satan Red, amberkleurig bier met een alcoholpercentage van 8%. Fruitig bier met een zoetbittere afdronk.
- Satan Black, donkerbruin bier met een alcoholpercentage van 8%.
- Satan White, witbier met een alcoholpercentage van 5%.